# خولیو رامون ریبیرو
خولیو رامون ریبیرو (اسپانیایی: Julio Ramón Ribeyro‎) (زاده ۳۱ اوت ۱۹۲۹ در لیما، پرو – درگذشته ۴ دسامبر ۱۹۹۴ در لیما، پرو) نویسنده‌ای پرویی بود. او را یکی از بهترین داستان‌نویسان آمریکای لاتین می‌دانند. آثارش به انگلیسی، فرانسوی، آلمانی، ایتالیایی، هلندی، لهستانی و عربی ترجمه شده‌اند. با این که قدرت قلم او بیشتر در زمینهٔ داستان کوتاه بود اما در عرصهٔ رمان، مقاله، تئاتر و روزنامه‌نگاری نیز قلم زده‌است. او به همراه نویسندگان دیگری چون ماریو بارگاس یوسا، انریکه کونگرینس مارتین و کارلوس ادواردو زابالِتا، متعلق به «نسل پنجاه» لحاظ می‌شود.